# Lies (Ali Gatie)
Lies è un singolo del cantante canadese Ali Gatie, pubblicato il 29 aprile 2018.

## Tracce
1. Lies – 3:13